# Pyramodon
Pyramodon es un género de peces marinos actinopeterigios, distribuidos por el océano Pacífico y el océano Índico.

## Especies
Existen cuatro especies reconocidas en este género:
- Pyramodon lindas Markle y Olney, 1990
- Pyramodon parini Markle y Olney, 1990
- Pyramodon punctatus (Regan, 1914)
- Pyramodon ventralis Smith y Radcliffe, 1913